# Liste des matchs de l'équipe de République centrafricaine de football par adversaire
Cette liste présente les matchs de l'équipe de République centrafricaine de football par adversaire rencontré.
- Haut – A
- B
- C
- D
- E
- F
- G
- H
- I
- J
- K
- L
- M
- N
- O
- P
- Q
- R
- S
- T
- U
- V
- W
- X
- Y
- Z

## A

### Afrique du Sud

#### Confrontations
Confrontations entre la République centrafricaine et l'Afrique du Sud :
|   | Date         | Lieu    | Match                                      | Score | Compétition                                                      |
| - | ------------ | ------- | ------------------------------------------ | ----- | ---------------------------------------------------------------- |
| 1 | 23 mars 2013 | Le Cap  | Afrique du Sud - République centrafricaine | 2-0   | Éliminatoires de la Coupe du monde 2014 : zone Afrique, groupe A |
| 2 | 8 juin 2013  | Yaoundé | République centrafricaine - Afrique du Sud | 0-3   | Éliminatoires de la Coupe du monde 2014 : zone Afrique, groupe A |

#### Bilan
Au 19 avril 2019 :
- Total de matchs disputés : 2
- Victoires de la République centrafricaine : 0
- Matchs nuls : 0
- Victoires de l'Afrique du Sud : 2
- Total de buts marqués par la République centrafricaine : 0
- Total de buts marqués par l'Afrique du Sud : 5

### Algérie

#### Confrontations
Confrontations entre la République centrafricaine et l'Algérie :
|   | Date             | Lieu   | Match                               | Score | Compétition                                                  |
| - | ---------------- | ------ | ----------------------------------- | ----- | ------------------------------------------------------------ |
| 1 | 10 octobre 2010  | Bangui | République centrafricaine - Algérie | 2-0   | Qualifications à la Coupe d'Afrique des nations 2012 (gr. D) |
| 2 | 9 octobre 2011   | Alger  | Algérie - République centrafricaine | 2-0   | Qualifications à la Coupe d'Afrique des nations 2012 (gr. D) |
| 3 | 14 novembre 2017 | Alger  | Algérie - République centrafricaine | 3-0   | Match amical                                                 |

#### Bilan
Au 19 avril 2019 :
- Total de matchs disputés : 3
- Victoires de la République centrafricaine : 1
- Matchs nuls : 0
- Victoires de l'Algérie : 2
- Total de buts marqués par la République centrafricaine : 2
- Total de buts marqués par l'Algérie : 5

### Angola

#### Confrontations
Confrontations entre la République centrafricaine et l'Angola :
|   | Date         | Lieu    | Match                              | Score | Compétition                                                  |
| - | ------------ | ------- | ---------------------------------- | ----- | ------------------------------------------------------------ |
| 1 | 13 juin 2015 | Lubango | Angola - République centrafricaine | 4-0   | Qualifications à la Coupe d'Afrique des nations 2017 (gr. B) |
| 2 | 5 juin 2016  | Bangui  | République centrafricaine - Angola | 3-1   | Qualifications à la Coupe d'Afrique des nations 2017 (gr. B) |

#### Bilan
Au 19 avril 2019 :
- Total de matchs disputés : 2
- Victoires de la République centrafricaine : 1
- Matchs nuls : 0
- Victoires de l'Angola : 1
- Total de buts marqués par la République centrafricaine : 3
- Total de buts marqués par l'Angola : 5

## B

### Botswana

#### Confrontations
Confrontations entre la République centrafricaine et le Botswana :
|   | Date         | Lieu    | Match                                | Score | Compétition                                                      |
| - | ------------ | ------- | ------------------------------------ | ----- | ---------------------------------------------------------------- |
| 1 | 2 juin 2012  | Bangui  | République centrafricaine - Botswana | 2-0   | Éliminatoires de la Coupe du monde 2014 : zone Afrique, groupe A |
| 2 | 15 juin 2013 | Lobatse | Botswana - République centrafricaine | 3-2   | Éliminatoires de la Coupe du monde 2014 : zone Afrique, groupe A |

#### Bilan
Au 19 avril 2019 :
- Total de matchs disputés : 2
- Victoires de la République centrafricaine : 1
- Matchs nuls : 0
- Victoires du Botswana : 1
- Total de buts marqués par la République centrafricaine : 4
- Total de buts marqués par le Botswana : 3

### Burkina Faso

#### Confrontations
Confrontations entre la République centrafricaine et le Burkina Faso :
|   | Date             | Lieu        | Match                                    | Score | Compétition                                                    |
| - | ---------------- | ----------- | ---------------------------------------- | ----- | -------------------------------------------------------------- |
| 1 | 13 octobre 2002  | Ouagadougou | Burkina Faso - République centrafricaine | 2-1   | Qualifications à la Coupe d'Afrique des nations 2004 (gr. 4)   |
| 2 | 6 juillet 2003   | Bangui      | République centrafricaine - Burkina Faso | 0-3   | Qualifications à la Coupe d'Afrique des nations 2004 (gr. 4)   |
| 3 | 8 septembre 2012 | Bangui      | République centrafricaine - Burkina Faso | 1-0   | Qualifications à la Coupe d'Afrique des nations 2013 (2e tour) |
| 4 | 14 octobre 2012  | Ouagadougou | Burkina Faso - République centrafricaine | 3-1   | Qualifications à la Coupe d'Afrique des nations 2013 (2e tour) |

#### Bilan
Au 19 avril 2019 :
- Total de matchs disputés : 4
- Victoires de la République centrafricaine : 1
- Matchs nuls : 0
- Victoires du Burkina Faso : 3
- Total de buts marqués par la République centrafricaine : 3
- Total de buts marqués par le Burkina Faso : 8

### Burundi

#### Confrontations
Confrontations entre la République centrafricaine et le Burundi :
|   | Date             | Lieu   | Match                               | Score | Compétition                                                  |
| - | ---------------- | ------ | ----------------------------------- | ----- | ------------------------------------------------------------ |
| 1 | 13 novembre 2019 | Bangui | République centrafricaine - Burundi | 2-0   | Qualifications à la Coupe d'Afrique des nations 2021 (gr. E) |
|   | 5 octobre 2020   |        | Burundi - République centrafricaine |       | Qualifications à la Coupe d'Afrique des nations 2021 (gr. E) |

#### Bilan
Au 22 novembre 2019 :
- Total de matchs disputés : 1
- Victoires de la République centrafricaine : 1
- Matchs nuls : 0
- Victoires du Burundi : 0
- Total de buts marqués par la République centrafricaine : 2
- Total de buts marqués par le Burundi : 0

## C

### Cameroun

#### Confrontations
Confrontations entre la République centrafricaine et le Cameroun :
|    | Date             | Lieu        | Match                                | Score | Compétition                                |
| -- | ---------------- | ----------- | ------------------------------------ | ----- | ------------------------------------------ |
| 1  | 12 juillet 1976  | Libreville  | République centrafricaine - Cameroun | 0-3   | Jeux d'Afrique centrale 1976 (demi-finale) |
| 2  | 17 décembre 1984 | Brazzaville | Cameroun - République centrafricaine | 7-1   | Coupe de l'UDEAC 1984 (demi-finale)        |
| 3  | 4 décembre 1989  | Bangui      | République centrafricaine - Cameroun | 1-2   | Coupe de l'UDEAC 1989 (es) (gr. B)         |
| 4  | 13 décembre 1989 | Bangui      | République centrafricaine - Cameroun | 1-2   | Coupe de l'UDEAC 1989 (es) (finale)        |
| 5  | 13 décembre 1990 | Brazzaville | Cameroun - République centrafricaine | 3-0   | Coupe de l'UDEAC 1990 (es) (gr. B)         |
| 6  | 7 décembre 2003  | Brazzaville | Cameroun - République centrafricaine | 2-2   | Coupe de la CEMAC 2003 (gr. B)             |
| 7  | 9 décembre 2003  | Brazzaville | Cameroun - République centrafricaine | 0-1   | Coupe de la CEMAC 2003 (gr. B)             |
| 8  | 13 décembre 2003 | Brazzaville | Cameroun - République centrafricaine | 3-2   | Coupe de la CEMAC 2003 (finale)            |
| 9  | 6 mars 2006      | Malabo      | Cameroun - République centrafricaine | 2-0   | Coupe de la CEMAC 2006 (gr. B)             |
| 10 | 8 mars 2007      | N'Djaména   | Cameroun - République centrafricaine | 0-0   | Coupe de la CEMAC 2007 (gr. A)             |
| 11 | 20 juin 2008     | Yaoundé     | Cameroun - République centrafricaine | 1-0   | Coupe de la CEMAC 2008 (demi-finale)       |

#### Bilan
Au 19 avril 2019 :
- Total de matchs disputés : 11
- Victoires de la République centrafricaine : 1
- Matchs nuls : 2
- Victoires du Cameroun : 8
- Total de buts marqués par la République centrafricaine : 8
- Total de buts marqués par le Cameroun : 25

### Congo

#### Confrontations
Confrontations entre la République centrafricaine et le Congo :
|    | Date             | Lieu        | Match                             | Score | Compétition                                                              |
| -- | ---------------- | ----------- | --------------------------------- | ----- | ------------------------------------------------------------------------ |
| 1  | 12 juillet 1976  | Libreville  | République centrafricaine - Congo | 1-2   | Jeux d'Afrique centrale 1976 (gr. 2)                                     |
| 2  | 12 décembre 1984 | Brazzaville | Congo - République centrafricaine | 2-1   | Coupe de l'UDEAC 1984 (gr. A)                                            |
| 3  | 9 décembre 1985  | Libreville  | République centrafricaine - Congo | 1-4   | Coupe de l'UDEAC 1985 (es) (gr. A)                                       |
| 4  | 5 octobre 1986   | Bangui      | République centrafricaine - Congo | 1-2   | Qualifications à la Coupe d'Afrique des nations 1988 (tour préliminaire) |
| 5  | 19 octobre 1986  | Brazzaville | Congo - République centrafricaine | 5-1   | Qualifications à la Coupe d'Afrique des nations 1988 (tour préliminaire) |
| 6  | 12 décembre 1986 | Malabo      | Congo - République centrafricaine | 3-1   | Coupe de l'UDEAC 1986 (es) (gr. B)                                       |
| 7  | 4 décembre 1988  | Yaoundé     | Congo - République centrafricaine | 1-0   | Coupe de l'UDEAC 1988 (gr. B)                                            |
| 8  | 8 décembre 1988  | Yaoundé     | Congo - République centrafricaine | 3-0   | Coupe de l'UDEAC 1988 (match pour la 3e place)                           |
| 9  | 14 novembre 1999 | Libreville  | Congo - République centrafricaine | 2-4   | Coupe UNIFFAC des nations                                                |
| 10 | 4 mai 2003       | Brazzaville | Congo - République centrafricaine | 2-1   | Qualifications à la Coupe d'Afrique des nations 2004 (gr. 4)             |
| 11 | 8 juin 2003      | Bangui      | République centrafricaine - Congo | 0-0   | Qualifications à la Coupe d'Afrique des nations 2004 (gr. 4)             |
| 12 | 5 février 2005   | Libreville  | Congo - République centrafricaine | 1-0   | Coupe de la CEMAC 2005 (gr. A)                                           |
| 13 | 12 mars 2007     | N'Djaména   | Congo - République centrafricaine | 4-1   | Coupe de la CEMAC 2007 (gr. A)                                           |
| 14 | 18 juin 2008     | Yaoundé     | République centrafricaine - Congo | 2-0   | Coupe de la CEMAC 2008 (gr. B)                                           |
| 15 | 5 décembre 2009  | Bangui      | République centrafricaine - Congo | 2-0   | Coupe de la CEMAC 2009 (gr. A)                                           |

#### Bilan
Au 19 avril 2019 :
- Total de matchs disputés : 15
- Victoires de la République centrafricaine : 3
- Matchs nuls : 1
- Victoires du Congo : 11
- Total de buts marqués par la République centrafricaine : 16
- Total de buts marqués par le Congo : 31

### Côte d'Ivoire

#### Confrontations
Confrontations entre la République centrafricaine et la Côte d'Ivoire :
|   | Date              | Lieu    | Match                                     | Score | Compétition                                                     |
| - | ----------------- | ------- | ----------------------------------------- | ----- | --------------------------------------------------------------- |
| 1 | 16 avril 1973     | Bangui  | République centrafricaine - Côte d'Ivoire | 4-2   | Qualifications à la Coupe d'Afrique des nations 1974 (1er tour) |
| 2 | 30 septembre 1973 | Abidjan | Côte d'Ivoire - République centrafricaine | 2-1   | Qualifications à la Coupe d'Afrique des nations 1974 (1er tour) |
| 3 | 12 octobre 2018   | Bouaké  | Côte d'Ivoire - République centrafricaine | 4-0   | Qualifications à la Coupe d'Afrique des nations 2019 (gr. H)    |
| 4 | 16 octobre 2018   | Bangui  | République centrafricaine - Côte d'Ivoire | 0-0   | Qualifications à la Coupe d'Afrique des nations 2019 (gr. H)    |

#### Bilan
Au 19 avril 2019 :
- Total de matchs disputés : 4
- Victoires de la République centrafricaine : 1
- Matchs nuls : 1
- Victoires de la Côte d'Ivoire : 2
- Total de buts marqués par la République centrafricaine : 5
- Total de buts marqués par la Côte d'Ivoire : 8

## E

### Égypte

#### Confrontations
Confrontations entre la République centrafricaine et l'Égypte :
|   | Date         | Lieu       | Match                              | Score | Compétition                                                     |
| - | ------------ | ---------- | ---------------------------------- | ----- | --------------------------------------------------------------- |
| 1 | 15 juin 2012 | Alexandrie | Égypte - République centrafricaine | 2-3   | Qualifications à la Coupe d'Afrique des nations 2013 (1er tour) |
| 2 | 30 juin 2012 | Bangui     | République centrafricaine - Égypte | 1-1   | Qualifications à la Coupe d'Afrique des nations 2013 (1er tour) |

#### Bilan
Au 19 avril 2019 :
- Total de matchs disputés : 2
- Victoires de la République centrafricaine : 1
- Matchs nuls : 1
- Victoires de l'Égypte : 0
- Total de buts marqués par la République centrafricaine : 4
- Total de buts marqués par l'Égypte : 3

### Éthiopie

#### Confrontations
Confrontations entre la République centrafricaine et l'Éthiopie :
|   | Date             | Lieu        | Match                                | Score | Compétition                                                      |
| - | ---------------- | ----------- | ------------------------------------ | ----- | ---------------------------------------------------------------- |
| 1 | 10 juin 2012     | Addis-Abeba | Éthiopie - République centrafricaine | 2-0   | Éliminatoires de la Coupe du monde 2014 : zone Afrique, groupe A |
| 2 | 7 septembre 2013 | Brazzaville | République centrafricaine - Éthiopie | 1-2   | Éliminatoires de la Coupe du monde 2014 : zone Afrique, groupe A |

#### Bilan
Au 19 avril 2019 :
- Total de matchs disputés : 2
- Victoires de la République centrafricaine : 0
- Matchs nuls : 0
- Victoires de l'Éthiopie : 2
- Total de buts marqués par la République centrafricaine : 1
- Total de buts marqués par l'Éthiopie : 4

## G

### Gabon

#### Confrontations
Confrontations entre la République centrafricaine et le Gabon :
|    | Date             | Lieu        | Match                             | Score           | Compétition                                           |
| -- | ---------------- | ----------- | --------------------------------- | --------------- | ----------------------------------------------------- |
| 1  | 14 juillet 1976  | Libreville  | Gabon - République centrafricaine | 3-1             | Jeux d'Afrique centrale 1976 (match pour la 3e place) |
| 2  | 19 décembre 1984 | Brazzaville | République centrafricaine - Gabon | 2-2 (tab : 4-5) | Coupe de l'UDEAC 1984 (match pour la 3e place)        |
| 3  | 11 décembre 1985 | Libreville  | Gabon - République centrafricaine | 4-0             | Coupe de l'UDEAC 1985 (es) (gr. A)                    |
| 4  | 14 décembre 1986 | Malabo      | Gabon - République centrafricaine | 1-0             | Coupe de l'UDEAC 1986 (es) (gr. B)                    |
| 5  | 9 décembre 1987  | N'Djaména   | République centrafricaine - Gabon | 1-1             | Coupe de l'UDEAC 1987 (es) (gr. B)                    |
| 6  | 6 décembre 1988  | Yaoundé     | République centrafricaine - Gabon | 0-0 (tab : 3-4) | Coupe de l'UDEAC 1988 (demi-finale)                   |
| 7  | 10 décembre 1989 | Bangui      | République centrafricaine - Gabon | 2-0             | Coupe de l'UDEAC 1989 (es) (demi-finale)              |
| 8  | 11 décembre 1990 | Brazzaville | Gabon - République centrafricaine | 1-0             | Coupe de l'UDEAC 1990 (es) (gr. B)                    |
| 9  | 10 novembre 1999 | Libreville  | Gabon - République centrafricaine | 1-0             | Coupe UNIFFAC des nations                             |
| 10 | 11 décembre 2003 | Brazzaville | République centrafricaine - Gabon | 2-0             | Coupe de la CEMAC 2003 (demi-finale)                  |
| 11 | 3 février 2005   | Libreville  | Gabon - République centrafricaine | 4-0             | Coupe de la CEMAC 2005 (gr. A)                        |
| 12 | 8 mars 2006      | Malabo      | Gabon - République centrafricaine | 2-2             | Coupe de la CEMAC 2006 (gr. B)                        |
| 13 | 16 juin 2008     | Yaoundé     | Gabon - République centrafricaine | 3-3             | Coupe de la CEMAC 2008 (gr. B)                        |
| 14 | 9 décembre 2009  | Bangui      | République centrafricaine - Gabon | 2-1             | Coupe de la CEMAC 2009 (finale)                       |

#### Bilan
Au 19 avril 2019 :
- Total de matchs disputés : 14
- Victoires de la République centrafricaine : 3
- Matchs nuls : 5
- Victoires du Gabon : 6
- Total de buts marqués par la République centrafricaine : 15
- Total de buts marqués par le Gabon : 23

### Gambie

#### Confrontations
Confrontations entre la République centrafricaine et la Gambie :
|   | Date         | Lieu    | Match                              | Score | Compétition  |
| - | ------------ | ------- | ---------------------------------- | ----- | ------------ |
| 1 | 27 mars 2017 | Kénitra | République centrafricaine - Gambie | 1-2   | Match amical |
| 2 | 23 mars 2018 | Bakau   | Gambie - République centrafricaine | 1-1   | Match amical |

#### Bilan
Au 19 avril 2019 :
- Total de matchs disputés : 2
- Victoires de la République centrafricaine : 0
- Matchs nuls : 1
- Victoires de la Gambie : 1
- Total de buts marqués par la République centrafricaine : 2
- Total de buts marqués par la Gambie : 3

### Guinée

#### Confrontations
Confrontations entre la République centrafricaine et la Guinée :
|   | Date             | Lieu    | Match                              | Score | Compétition                                                  |
| - | ---------------- | ------- | ---------------------------------- | ----- | ------------------------------------------------------------ |
| 1 | 6 octobre 1996   | Bangui  | République centrafricaine - Guinée | 3-2   | Qualifications à la Coupe d'Afrique des nations 1998 (gr. 4) |
| 2 | 9 septembre 2018 | Conakry | Guinée - République centrafricaine | 1-0   | Qualifications à la Coupe d'Afrique des nations 2019 (gr. H) |
| 3 | 24 mars 2019     | Bangui  | République centrafricaine - Guinée | 0-0   | Qualifications à la Coupe d'Afrique des nations 2019 (gr. H) |

#### Bilan
Au 19 avril 2019 :
- Total de matchs disputés : 3
- Victoires de la République centrafricaine : 1
- Matchs nuls : 1
- Victoires de la Guinée : 1
- Total de buts marqués par la République centrafricaine : 3
- Total de buts marqués par la Guinée : 3

### Guinée-Bissau

#### Confrontations
Confrontations entre la République centrafricaine et la Guinée-Bissau :
|   | Date        | Lieu        | Match                                     | Score | Compétition                                                    |
| - | ----------- | ----------- | ----------------------------------------- | ----- | -------------------------------------------------------------- |
| 1 | 18 mai 2014 | Brazzaville | République centrafricaine - Guinée-Bissau | 0-0   | Qualifications à la Coupe d'Afrique des nations 2015 (2e tour) |
| 2 | 31 mai 2014 | Bissau      | Guinée-Bissau - République centrafricaine | 3-1   | Qualifications à la Coupe d'Afrique des nations 2015 (2e tour) |

#### Bilan
Au 19 avril 2019 :
- Total de matchs disputés : 2
- Victoires de la République centrafricaine : 0
- Matchs nuls : 1
- Victoires de la Guinée-Bissau : 1
- Total de buts marqués par la République centrafricaine : 1
- Total de buts marqués par la Guinée-Bissau : 3

### Guinée équatoriale

#### Confrontations
Confrontations entre la République centrafricaine et la Guinée équatoriale :
|   | Date              | Lieu        | Match                                          | Score           | Compétition                                         |
| - | ----------------- | ----------- | ---------------------------------------------- | --------------- | --------------------------------------------------- |
| 1 | 14 décembre 1984  | Brazzaville | République centrafricaine - Guinée équatoriale | 1-1             | Coupe de l'UDEAC 1984 (gr. A)                       |
| 2 | 17 décembre 1990  | Brazzaville | République centrafricaine - Guinée équatoriale | 3-3 (tab : 5-4) | Coupe de l'UDEAC 1990 (es) (match pour la 5e place) |
| 3 | 11 novembre 1999  | Libreville  | Guinée équatoriale - République centrafricaine | 4-2             | Coupe UNIFFAC des nations                           |
| 4 | 1er décembre 2009 | Bangui      | République centrafricaine - Guinée équatoriale | 1-0             | Coupe de la CEMAC 2009 (gr. A)                      |
| 5 | 13 décembre 2009  | Bangui      | République centrafricaine - Guinée équatoriale | 3-0             | Coupe de la CEMAC 2009 (finale)                     |
| 6 | 7 septembre 2011  | Malabo      | Guinée équatoriale - République centrafricaine | 3-0             | Match amical                                        |

#### Bilan
Au 19 avril 2019 :
- Total de matchs disputés : 6
- Victoires de la République centrafricaine : 2
- Matchs nuls : 2
- Victoires de la Guinée équatoriale : 2
- Total de buts marqués par la République centrafricaine : 10
- Total de buts marqués par la Guinée équatoriale : 11

## K

### Kenya

#### Confrontations
Confrontations entre la République centrafricaine et le Kenya :
|   | Date         | Lieu      | Match                             | Score | Compétition  |
| - | ------------ | --------- | --------------------------------- | ----- | ------------ |
| 1 | 27 mars 2018 | Marrakech | Kenya - République centrafricaine | 2-3   | Match amical |

#### Bilan
Au 19 avril 2019 :
- Total de matchs disputés : 1
- Victoires de la République centrafricaine : 1
- Matchs nuls : 0
- Victoires du Kenya : 0
- Total de buts marqués par la République centrafricaine : 3
- Total de buts marqués par le Kenya : 2

## L

### Libye

#### Confrontations
Confrontations entre la République centrafricaine et la Libye :
|   | Date         | Lieu    | Match                             | Score | Compétition  |
| - | ------------ | ------- | --------------------------------- | ----- | ------------ |
| 1 | 14 août 2013 | Tripoli | Libye - République centrafricaine | 0-0   | Match amical |

#### Bilan
Au 19 avril 2019 :
- Total de matchs disputés : 1
- Victoires de la République centrafricaine : 0
- Matchs nuls : 1
- Victoires de la Libye : 0
- Total de buts marqués par la République centrafricaine : 0
- Total de buts marqués par la Libye : 0

## M

### Madagascar

#### Confrontations
Confrontations entre la République centrafricaine et Madagascar :
|   | Date            | Lieu         | Match                                  | Score | Compétition                                                       |
| - | --------------- | ------------ | -------------------------------------- | ----- | ----------------------------------------------------------------- |
| 1 | 10 octobre 2015 | Antananarivo | Madagascar - République centrafricaine | 3-0   | Éliminatoires de la Coupe du monde 2018 : zone Afrique (1er tour) |
| 2 | 13 octobre 2015 | Antananarivo | Madagascar - République centrafricaine | 2-2   | Éliminatoires de la Coupe du monde 2018 : zone Afrique (1er tour) |
| 3 | 24 mars 2016    | Antananarivo | Madagascar - République centrafricaine | 1-1   | Qualifications à la Coupe d'Afrique des nations 2017 (gr. B)      |
| 4 | 28 mars 2016    | Bangui       | République centrafricaine - Madagascar | 2-1   | Qualifications à la Coupe d'Afrique des nations 2017 (gr. B)      |

#### Bilan
Au 19 avril 2019 :
- Total de matchs disputés : 4
- Victoires de la République centrafricaine : 1
- Matchs nuls : 2
- Victoires de Madagascar : 1
- Total de buts marqués par la République centrafricaine : 5
- Total de buts marqués par Madagascar : 7

### Mali

#### Confrontations
Confrontations entre la République centrafricaine et le Mali :
|   | Date          | Lieu   | Match                            | Score | Compétition  |
| - | ------------- | ------ | -------------------------------- | ----- | ------------ |
| 1 | 14 avril 1960 | Bangui | République centrafricaine - Mali | 3-4   | Match amical |

#### Bilan
Au 19 avril 2019 :
- Total de matchs disputés : 1
- Victoires de la République centrafricaine : 0
- Matchs nuls : 0
- Victoires du Mali : 1
- Total de buts marqués par la République centrafricaine : 3
- Total de buts marqués par le Mali : 4

### Malte

#### Confrontations
Confrontations entre la République centrafricaine et Malte :
|   | Date             | Lieu     | Match                             | Score | Compétition  |
| - | ---------------- | -------- | --------------------------------- | ----- | ------------ |
| 1 | 18 novembre 2011 | Ta' Qali | Malte - République centrafricaine | 2-1   | Match amical |

#### Bilan
Au 19 avril 2019 :
- Total de matchs disputés : 1
- Victoires de la République centrafricaine : 0
- Matchs nuls : 0
- Victoires de Malte : 1
- Total de buts marqués par la République centrafricaine : 1
- Total de buts marqués par Malte : 2

### Maroc

#### Confrontations
Confrontations entre la République centrafricaine et le Maroc :
|   | Date             | Lieu      | Match                             | Score | Compétition                                                  |
| - | ---------------- | --------- | --------------------------------- | ----- | ------------------------------------------------------------ |
| 1 | 4 septembre 2010 | Rabat     | Maroc - République centrafricaine | 0-0   | Qualifications à la Coupe d'Afrique des nations 2012 (gr. D) |
| 2 | 4 septembre 2011 | Bangui    | République centrafricaine - Maroc | 0-0   | Qualifications à la Coupe d'Afrique des nations 2012 (gr. D) |
| 3 | 9 octobre 2014   | Marrakech | Maroc - République centrafricaine | 4-0   | Match amical                                                 |

#### Bilan
Au 19 avril 2019 :
- Total de matchs disputés : 3
- Victoires de la République centrafricaine : 1
- Matchs nuls : 0
- Victoires du Maroc : 2
- Total de buts marqués par la République centrafricaine : 2
- Total de buts marqués par le Maroc : 5

### Mauritanie

#### Confrontations
Confrontations entre la République centrafricaine et la Mauritanie :
|   | Date             | Lieu       | Match                                  | Score | Compétition                                                  |
| - | ---------------- | ---------- | -------------------------------------- | ----- | ------------------------------------------------------------ |
| 1 | 19 novembre 2019 | Nouakchott | Mauritanie - République centrafricaine | 2-0   | Qualifications à la Coupe d'Afrique des nations 2021 (gr. E) |
|   | 9 novembre 2020  |            | République centrafricaine - Mauritanie |       | Qualifications à la Coupe d'Afrique des nations 2021 (gr. E) |

#### Bilan
Au 22 novembre 2019 :
- Total de matchs disputés : 1
- Victoires de la République centrafricaine : 0
- Matchs nuls : 0
- Victoires de la Mauritanie: 1
- Total de buts marqués par la République centrafricaine : 2
- Total de buts marqués par la Mauritanie : 0

### Mozambique

#### Confrontations
Confrontations entre la République centrafricaine et le Mozambique :
|   | Date             | Lieu   | Match                                  | Score | Compétition                                                  |
| - | ---------------- | ------ | -------------------------------------- | ----- | ------------------------------------------------------------ |
| 1 | 9 septembre 2002 | Bangui | République centrafricaine - Mozambique | 1-1   | Qualifications à la Coupe d'Afrique des nations 2004 (gr. 4) |
| 2 | 22 juin 2003     | Maputo | Mozambique - République centrafricaine | 1-0   | Qualifications à la Coupe d'Afrique des nations 2004 (gr. 4) |

#### Bilan
Au 19 avril 2019 :
- Total de matchs disputés : 2
- Victoires de la République centrafricaine : 0
- Matchs nuls : 1
- Victoires du Mozambique : 1
- Total de buts marqués par la République centrafricaine : 1
- Total de buts marqués par le Mozambique : 2

## N

### Niger

#### Confrontations
Confrontations entre la République centrafricaine et le Niger :
|   | Date        | Lieu   | Match                             | Score | Compétition  |
| - | ----------- | ------ | --------------------------------- | ----- | ------------ |
| 1 | 27 mai 2018 | Niamey | Niger - République centrafricaine | 3-3   | Match amical |

#### Bilan
Au 19 avril 2019 :
- Total de matchs disputés : 1
- Victoires de la République centrafricaine : 0
- Matchs nuls : 1
- Victoires du Niger : 0
- Total de buts marqués par la République centrafricaine : 3
- Total de buts marqués par le Niger : 3

## O

### Ouganda

#### Confrontations
Confrontations entre la République centrafricaine et l'Ouganda :
|   | Date        | Lieu   | Match                               | Score | Compétition  |
| - | ----------- | ------ | ----------------------------------- | ----- | ------------ |
| 1 | 30 mai 2018 | Niamey | République centrafricaine - Ouganda | 1-0   | Match amical |

#### Bilan
Au 19 avril 2019 :
- Total de matchs disputés : 1
- Victoires de la République centrafricaine : 1
- Matchs nuls : 0
- Victoires de l'Ouganda : 0
- Total de buts marqués par la République centrafricaine : 1
- Total de buts marqués par l'Ouganda : 0

## R

### République démocratique du Congo

#### Confrontations
Confrontations entre la République centrafricaine et la république démocratique du Congo :
|   | Date              | Lieu     | Match                           | Score | Compétition                                                                        |
| - | ----------------- | -------- | ------------------------------- | ----- | ---------------------------------------------------------------------------------- |
| 1 | 2 juillet 2000    | Bangui   | République centrafricaine - RDC | 1-1   | Qualifications à la Coupe d'Afrique des nations 2002 (tour préliminaire)           |
| 2 | 16 juillet 2000   | Kinshasa | RDC - République centrafricaine | 2-0   | Qualifications à la Coupe d'Afrique des nations 2002 (tour préliminaire)           |
| 3 | 6 septembre 2015  | Bangui   | République centrafricaine - RDC | 2-0   | Qualifications à la Coupe d'Afrique des nations 2017 (gr. B)                       |
| 4 | 4 septembre 2016  | Kinshasa | RDC - République centrafricaine | 4-1   | Qualifications à la Coupe d'Afrique des nations 2017 (gr. B)                       |
| 5 | 22 septembre 2019 | Bangui   | République centrafricaine - RDC | 0-2   | Qualifications du Championnat d'Afrique des nations 2020 (zone centrale - 2e tour) |
| 6 | 20 octobre 2019   | Kinshasa | RDC - République centrafricaine | 4-1   | Qualifications du Championnat d'Afrique des nations 2020 (zone centrale - 2e tour) |

#### Bilan
Au 22 novembre 2019 :
- Total de matchs disputés : 6
- Victoires de la République centrafricaine : 1
- Matchs nuls : 1
- Victoires de la république démocratique du Congo : 4
- Total de buts marqués par la République centrafricaine : 5
- Total de buts marqués par la république démocratique du Congo : 13

### Rwanda

#### Confrontations
Confrontations entre la République centrafricaine et le Rwanda :
|   | Date             | Lieu   | Match                              | Score | Compétition                                                  |
| - | ---------------- | ------ | ---------------------------------- | ----- | ------------------------------------------------------------ |
| 1 | 11 juin 2017     | Bangui | République centrafricaine - Rwanda | 2-1   | Qualifications à la Coupe d'Afrique des nations 2019 (gr. H) |
| 2 | 18 novembre 2018 | Butare | Rwanda - République centrafricaine | 2-2   | Qualifications à la Coupe d'Afrique des nations 2019 (gr. H) |

#### Bilan
Au 19 avril 2019 :
- Total de matchs disputés : 2
- Victoires de la République centrafricaine : 1
- Matchs nuls : 1
- Victoires du Rwanda : 0
- Total de buts marqués par la République centrafricaine : 4
- Total de buts marqués par le Rwanda : 3

## S

### Sao Tomé-et-Principe

#### Confrontations
Confrontations entre la République centrafricaine et Sao Tomé-et-Principe :
|   | Date             | Lieu       | Match                                            | Score | Compétition                          |
| - | ---------------- | ---------- | ------------------------------------------------ | ----- | ------------------------------------ |
| 1 | 10 juillet 1976  | Libreville | République centrafricaine - Sao Tomé-et-Principe | 2-1   | Jeux d'Afrique centrale 1976 (gr. 2) |
| 2 | 13 novembre 1999 | Libreville | République centrafricaine - Sao Tomé-et-Principe | 3-0   | Coupe UNIFFAC des nations            |

#### Bilan
Au 19 avril 2019 :
- Total de matchs disputés : 2
- Victoires de la République centrafricaine : 2
- Matchs nuls : 0
- Victoires de Sao Tomé-et-Principe : 0
- Total de buts marqués par la République centrafricaine : 5
- Total de buts marqués par Sao Tomé-et-Principe : 1

## T

### Tanzanie

#### Confrontations
Confrontations entre la République centrafricaine et la Tanzanie :
|   | Date         | Lieu         | Match                                | Score | Compétition                                                  |
| - | ------------ | ------------ | ------------------------------------ | ----- | ------------------------------------------------------------ |
| 1 | 26 mars 2011 | Dar es Salam | Tanzanie - République centrafricaine | 2-1   | Qualifications à la Coupe d'Afrique des nations 2012 (gr. D) |
| 2 | 5 juin 2011  | Bangui       | République centrafricaine - Tanzanie | 2-1   | Qualifications à la Coupe d'Afrique des nations 2012 (gr. D) |

#### Bilan
Au 19 avril 2019 :
- Total de matchs disputés : 2
- Victoires de la République centrafricaine : 1
- Matchs nuls : 0
- Victoires de la Tanzanie : 1
- Total de buts marqués par la République centrafricaine : 3
- Total de buts marqués par la Tanzanie : 3

### Tchad

#### Confrontations
Confrontations entre la République centrafricaine et le Tchad :
|   | Date            | Lieu       | Match                             | Score    | Compétition                                     |
| - | --------------- | ---------- | --------------------------------- | -------- | ----------------------------------------------- |
| 1 | 7 juillet 1976  | Libreville | République centrafricaine - Tchad | 1-0      | Jeux d'Afrique centrale 1976 (gr. 2)            |
| 2 | 7 décembre 1987 | N'Djaména  | Tchad - République centrafricaine | 2-1      | Coupe de l'UDEAC 1987 (es) (gr. B)              |
| 3 | 2 décembre 1988 | Yaoundé    | République centrafricaine - Tchad | 2-1      | Coupe de l'UDEAC 1988 (gr. A)                   |
| 4 | 2 décembre 1989 | Bangui     | République centrafricaine - Tchad | 1-1      | Coupe de l'UDEAC 1989 (es) (gr. B)              |
| 5 | 7 novembre 1999 | Libreville | République centrafricaine - Tchad | 1-1      | Coupe UNIFFAC des nations                       |
| 6 | 6 mars 2007     | N'Djaména  | Tchad - République centrafricaine | 3-2      | Coupe de la CEMAC 2007 (gr. A)                  |
| 7 | 16 mars 2007    | N'Djaména  | Tchad - République centrafricaine | 1-0 (ap) | Coupe de la CEMAC 2007 (match pour la 3e place) |
| 8 | 23 juin 2008    | Yaoundé    | Tchad - République centrafricaine | 0-2      | Coupe de la CEMAC 2008 (match pour la 3e place) |

#### Bilan
Au 19 avril 2019 :
- Total de matchs disputés : 8
- Victoires de la République centrafricaine : 4
- Matchs nuls : 1
- Victoires du Tchad : 3
- Total de buts marqués par la République centrafricaine : 13
- Total de buts marqués par le Tchad : 9

### Tunisie

#### Confrontations
Confrontations entre la République centrafricaine et la Tunisie :
|   | Date        | Lieu   | Match                               | Score | Compétition  |
| - | ----------- | ------ | ----------------------------------- | ----- | ------------ |
| 1 | 29 mai 2011 | Sousse | Tunisie - République centrafricaine | 3-0   | Match amical |

#### Bilan
Au 19 avril 2019 :
- Total de matchs disputés : 1
- Victoires de la République centrafricaine : 0
- Matchs nuls : 0
- Victoires de la Tunisie : 1
- Total de buts marqués par la République centrafricaine : 0
- Total de buts marqués par la Tunisie : 3

## Z

### Zimbabwe

#### Confrontations
Confrontations entre la République centrafricaine et le Zimbabwe :
|   | Date          | Lieu   | Match                                | Score | Compétition                                                           |
| - | ------------- | ------ | ------------------------------------ | ----- | --------------------------------------------------------------------- |
| 1 | 9 avril 2000  | Bangui | République centrafricaine - Zimbabwe | 0-1   | Tours préliminaires à la Coupe du monde 2002 (zone Afrique, 1er tour) |
| 2 | 23 avril 2000 | Harare | Zimbabwe - République centrafricaine | 3-1   | Tours préliminaires à la Coupe du monde 2002 (zone Afrique, 1er tour) |

#### Bilan
Au 19 avril 2019 :
- Total de matchs disputés : 2
- Victoires de la République centrafricaine : 0
- Matchs nuls : 0
- Victoires du Zimbabwe : 2
- Total de buts marqués par la République centrafricaine : 1
- Total de buts marqués par le Zimbabwe : 4